# Japanese Language Proficiency Test
Japanese Language Proficiency Test (日本語能力試験 Nihongo Nōryoku Shiken?), JLPT, ungefär japanskt språkfärdighetstest, är ett standardiserat prov på språkfärdigheter i japanska som administreras av japanska utbildningsdepartementet. Testet har fem nivåer, N1, N2, N3, N4 och N5 och testar genom flervalsfrågor kanji, ordförråd, hörförståelse, grammatik och läsförståelse.

## Beskrivning
Provet har fem nivåer från N1 till N5, varav nivå N5 är den enklaste, och nivå N1 är den svåraste. Provet genomförs två gånger om året, den första söndagen i juli samt den första söndagen i december. På vissa testorter genomförs testet endast en gång per år. I Norden fanns år 2023 fyra testorter: Stockholm, Kongsvinger, Helsingfors och Köpenhamn. I Sverige utförs provet vanligtvis i juli på Stockholms universitet av SAJP - Stockholm Association for Japanese Language Proficiency Test.

## Historia
JLPT hölls för första gången år 1984 för att möta en ökande efterfrågan på standardiserad certifiering i japanska språkkunskaper.  Fram till 2003 var godkända resultat på JLPT ett krav på utländska studenter för att studera på japanska universitet. Sedan 2003 används en annan examen, EJU (engelska, Examination for Japanese University Admission for International Students) i detta syfte. JLPT har endast flervalsfrågor, medan EJU också testar skrivförmågan. JLPT är dock fortfarande det mest välkända språkprovet på japanska och nivå 1 eller 2 förekommer ofta som krav i platsannonser.

### Äldre utformning
JLPT hade mellan 1984 och 2009 fyra nivåer, 1, 2, 3, och 4. År 2010 infördes det nuvarande systemet med fem nivåer, N1, N2, N3, N4 och N5.
| Nivå | Kanji        | Ordförråd      | Hörförståelse | Studietimmar     | Poäng för godkänt |
| ---- | ------------ | -------------- | ------------- | ---------------- | ----------------- |
| 4    | ~100 (103)   | ~800 (728)     | Nybörjare     | 150 (uppskattat) | 60%               |
| 3    | ~300 (284)   | ~1,500 (1409)  | Grundläggande | 300 (uppskattat) | 60%               |
| 2    | ~1000 (1023) | ~6,000 (5035)  | Medel         | 600 (uppskattat) | 60%               |
| 1    | ~2000 (1926) | ~10,000 (8009) | Avancerad     | 900 (uppskattat) | 70%               |

## Källhänvisningar
1. ↑  ”List of Overseas Test Site Cities”. Japan Foundation. https://www.jlpt.jp/e/application/overseas_list.html. Läst 18 september 2023.
2. ↑  ”JLPT Stockholm”. JLPT Stockholm. https://sajp.info/. Läst 18 september 2023.
3. ↑  ”Introduction”. The Japan Foundation. http://www.jlpt.jp/e/about/index.html. Läst 1 maj 2009.